# Тангейт, Марк
Марк Тангейт (англ. Mark Tungate, род. 1967) – английский журналист, автор книг о рекламе, брендинге и маркетинге. В настоящее время является корреспондентом аналитического интернет-сервиса WGSN (Worth Global Style Network) в Париже, ведет еженедельную колонку во французском журнале о рекламной индустрии и маркетинге Stratégies, сотрудничает с такими изданиями как The Times, The Telegraph, CNN Traveller and Luxure. Он также читает лекции в Парижской школе искусства и дизайна Парсонс и проводит тренинги на английском и французском языках для профессионалов в сфере медиа и коммуникаций.
Тангейт приобрел известность благодаря своим книгам «Построение бренда в сфере моды: от Armani до Zara» (англ. Fashion Brands: Branding Style From Armani to Zara, 2005), «Пятьдесят: Удивительный мир Ренцо Россо и бренда Diesel» (англ. Fifty: The Amazing World of Renzo Rosso and Diesel, 2006), «Медиагиганты» (англ. Media Monoliths: How Great Media Brands Thrive and Survive, 2006), «Всемирная история рекламы» (англ. ADLAND: A Global History of Advertising, 2007), «Мужские бренды: Создание и продвижение товаров для сильного пола» (англ. Branded Male: Marketing to Men, 2008) и «Мир роскоши: Прошлое, настоящее и будущее модных брендов» (англ. Luxury World: The Past, Present and Future of Luxury Brands, 2009).

## Рецензии на книги
Книги Марка Тангейта оцениваются неоднозначно. Например, автор журнала "Афиша" Лев Данилкин Лев считает, что книга Тангейта «Всемирная история рекламы», мягко говоря, далека от идеала: «Это не тот научпоп, который делает, например, Малкольм Гладуэлл или авторы «Фрикономики»; Тангейт узколоб, не эрудирован, и вообще не похоже, чтобы он ориентировался в чем-либо, кроме рейтингов и цифр продаж».
Журнал «Секрет фирмы» также упрекает автора в поверхностности: «Хотя Тангейт утверждает, что полжизни пишет про рекламу, глубокого понимания маркетинга он так и не продемонстрировал, вываливая на читателей фактуру, добытую от пиарщиков, из чужих статей и немногочисленных эксклюзивных интервью, без всякого разбора. Но именно из-за этой каши не стоит выкидывать книгу в помойное ведро – перед экзекуцией стоит все же её прочитать».
В то же время Алла Викторова в журнале «Маркетинг Менеджмент» называет его работу «Построение бренда в сфере моды: от Armani до Zara» «самым полным и удачным учебником по маркетингу в fashion-индустрии». Марина Шилина, координатор межфакультетского Центра развития общественных связей МГУ им. М.В.Ломоносова, в рецензии на сайте Ассоциации директоров по коммуникациям и корпоративным медиа России пишет, что книга Тангейта «Медиагиганты» заслуживает внимания и «будет интересна всем, кто готов погрузиться в хорошо написанные истории медийных мегабрендов прошлого века и затем сделать собственные выводы».